# レウトフ
レウトフ（Reutov、ロシア語:Реутов）は、ロシアのモスクワ州にある都市。人口は11万3871人（2021年）。モスクワの東に位置する。

## 歴史
レウトフの創立の正確な日付は分かっていないが、多くの歴史家は、1492年から1495年の間であると考えている。17-18世紀にはレウトフ村は、ツレーニン公とヴァーシリー・ドルゴルーコフ公の支配下に置かれていた。18世紀初め、レウトフは村になった。1709年の国勢調査では、ヴァーシリー・ドルゴルーコフ公所有のレウトフの村が記録された。
1787年、村はN.I.マスロフ公に取得された。彼の治世下で、レウトフは裕福な土地になった。19世紀の初めにマスロフは破産し、A. M. Pokhvistnev中佐の所有となり、彼は1824年に紡績工場を建設した。この工場で作られる紡績糸はロシアで最高のものになり、1831年のAll-Russian National Showで金メダルを受賞した。その直後、Pokhvistnevは土地と工場を売却した。
1843年、モスクワの商人S. A. Mazurinが土地と工場を購入した。彼は、れんが工場、寄宿舎を建設し、紡績工場を再建して、徐々にレウトフを工場の町にしていった。
1955年まで、レウトフには、多くの人工衛星、大陸間弾道ミサイル、巡航ミサイル等の設計を行うNPOマシノストローイェニェの本社が置かれた。ウラジーミル・チェロメイが長くこれを率いた。
モスクワとはモスクワ環状道路とノソヴィヒンスコエ高速道路を隔てている。
レウトフは科学都市（ナウコグラード）であり、記念日は9月の最終土曜日である。

## 交通

### バスとタクシー
モスクワ州内の他の市や町とは異なり、レウトフの公共交通は、モスゴルトランスが運営しているが、郊外料金は適用されない。バラシハにより、28台のバスが運用されており、以下と繋がっている。
- 西から：ノヴォギレエヴォ駅（モスクワ地下鉄）
- 南から：ノヴォコシノ、コシノ、リュベルツィ、カザンスキー
- 北かた：ペルヴォメイスカヤ駅（モスクワ地下鉄）

### 鉄道と地下鉄
- 鉄道：クールスキー駅からエレクトリーチカで5駅（約20分）[3]
- 地下鉄：モスクワ市中心部から7駅のノヴォコシノ駅

## 姉妹都市
- マンスフィールド
- ニャスヴィシュ